# Comuna Vărăncău, Stînga Nistrului
Comuna Vărăncău ține de raionul Râbnița a Unităților Administrativ-Teritoriale din Stînga Nistrului, Republica Moldova. Este formată din satele Vărăncău (sat-reședință), Buschi și Gherșunovca.
Conform recensământului din anul 2004, populația localității era de 2.942 locuitori, dintre care 899 (30,55%) moldoveni (români), 1.745 (59,31%) ucraineni si 223 (7,57%) ruși.